# Chamoson
Chamoson (en alemán Tschamboss) es una comuna suiza del cantón del Valais, situada en el distrito de Conthey. Limita al norte con las comunas de Bex (VD) y Conthey, al este con Ardon, al sureste con Nendaz, al sur con Riddes, y al oeste con Leytron.

## Comuna hermanada
- Degersheim.